# John Bessler

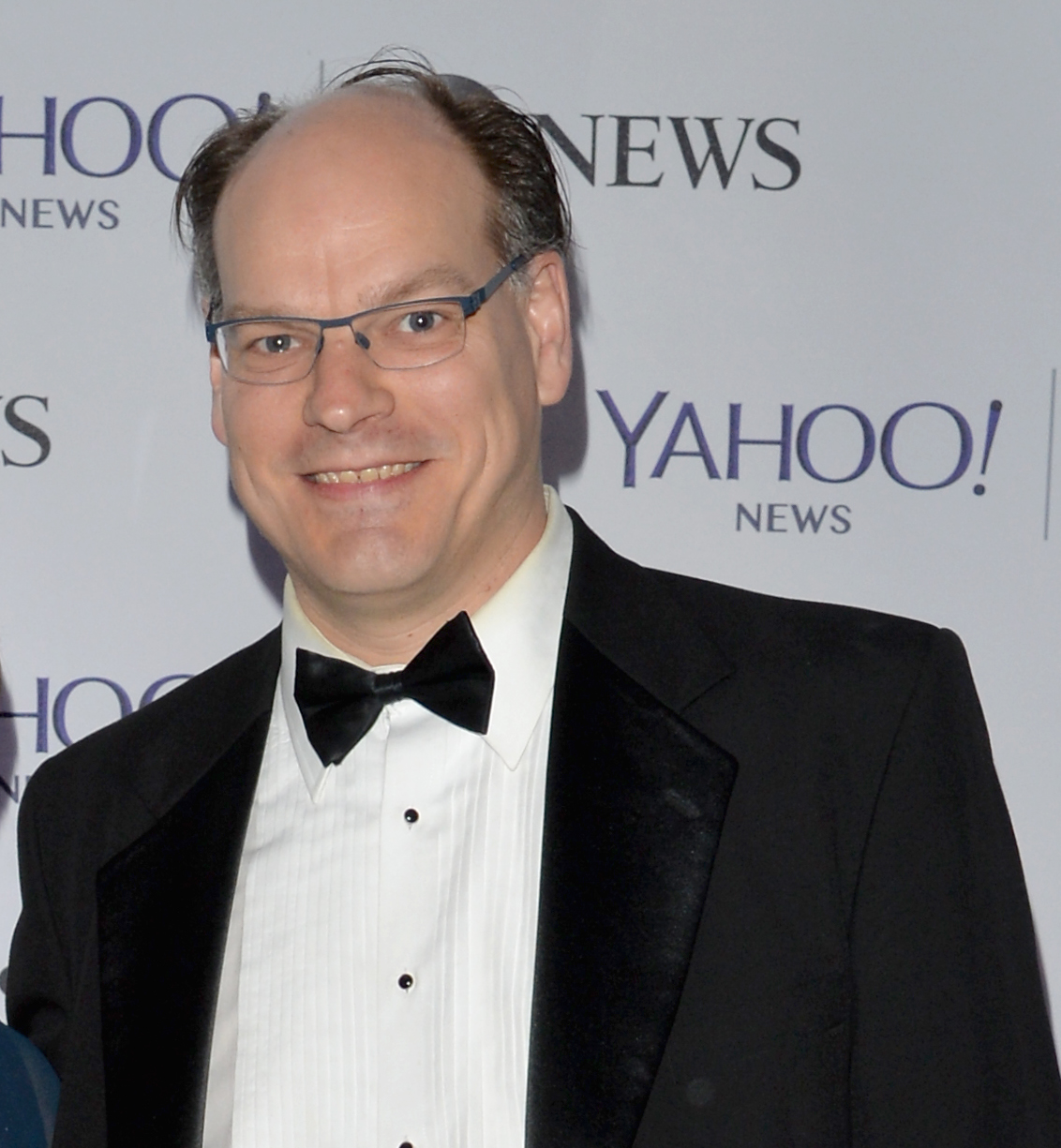
John Bessler (2014)

John D. Bessler (* 23. Oktober 1967) ist ein US-amerikanischer Rechtswissenschaftler und Professor an der University of Baltimore. Er ist Autor mehrerer Bücher zur Todesstrafe, zu den Anfängen des US-amerikanischen Rechts und einer Biographie von Cesare Beccaria. Er lehrt zum Zivilprozess, internationalen Menschenrechten, Vertragsrecht und zur anwaltlichen Tätigkeit.

## Familie
Er wurde als Sohn von Bill und Marilyn Bessler geboren, die beide an der Minnesota State University, Mankato lehrten. John Bessler ist der Ehemann der Politikerin und ehemaligen Staatsanwältin Amy Klobuchar. Das Paar heiratete 1993 und hat eine Tochter, die 2017 einen juristischen Abschluss an der Yale University erreichte.

## Leben
Bessler wuchs in Mankato in Minnesota auf. Er studierte zunächst Politikwissenschaften und schloss das Studium an der University of Minnesota mit dem Grad eines Bachelor of Arts ab. Es folgte das Jurastudium an der Indiana University Bloomington, wo er auch als Herausgeber des Indiana Law Journal fungierte. Zusätzlich erlangte er einen MFA-Abschluss an der Hamline University in St. Paul (Minnesota) und einen Master in internationalen Menschenrechten der Universität Oxford.
Von 1991 bis 1996 war Bessler als Anwalt in der Kanzlei Faegre & Benson LLP beschäftigt. Hiernach war er für zwei Jahre für einen Bundesdistriktrichter als Law Clerk tätig. 1998 bis 2007 war er Partner in der Anwaltskanzlei Kelly & Berens. Er lehrte hierbei zugleich Recht bis 2006 als Lehrbeauftragter (Adjuncted Professor) an der University of Minnesota. 2007 bis 2009 war er Visiting Associate Professor an der George Washington University. Seit 2009 ist er Lehrbeauftragter an der Georgetown University und auch Associated Professor an der University of Baltimore. Gleichzeitig ist Bessler seit Anfang 2016 als Rechtsanwalt für die in Minnesota zugelassene Kanzlei Berens & Miller tätig.
Bessler hat zahlreiche Bücher verfasst und herausgegeben. Sein Werk The Birth of American Law: An Italian Philosopher and the American Revolution (2014) wurde von der American Society of Legal Writers 2015 mit dem Scribes Book Award ausgezeichnet. Er ist Herausgeber des von Stephen Breyer verfassten Werks Against the Death Penalty (2016).